# Louis-Denis Caillouette
Louis-Denis Caillouette (también escrito con la ortografía Caillouette  , o Cailhouët), (París, 1790 ; París, 1868 ), es un escultor francés, ganador de un segundo Premio de Roma

## Datos biográficos
Nacido en París en el año 1790, hace 235 años.
En 1809 queda 3º en el concurso del Premio de Roma, detrás de Jean Pierre Cortot (1º) y de François Rude (2º) .
En 1818 queda 2º empatando con Theophile François Marcel Bra y por detrás de Bernard-Gabriel Seurre (1º).
Con estos resultados, no pudo viajar como pensionista a la Villa Médici de Roma.
Falleció en París, el año 1868, a los 78 años, hace 157 años.

## Obras
Entre las mejores y más conocidas obras de Louis Denis Cailhouet se incluyen las siguientes:
- Busto de Jacob Van Ruisdaël (Haarlem, hacia 1628-Haarlem [?], 1682), pintor.[1] Conservado en el Museo del Louvre. Expuesto en 1822 en el Salón de París.

- Estatuas que representan a las ciudades de Nantes y Burdeos (1835-1838) de la Plaza de la Concordia en París.

- María de Médici (1847) de la serie Reinas de Francia y mujeres ilustres del Jardín de Luxemburgo.

- Bajorrelieve El regreso de los ejércitos del Arco de Triunfo con François Rude y Bernard Seurre.

## Galería

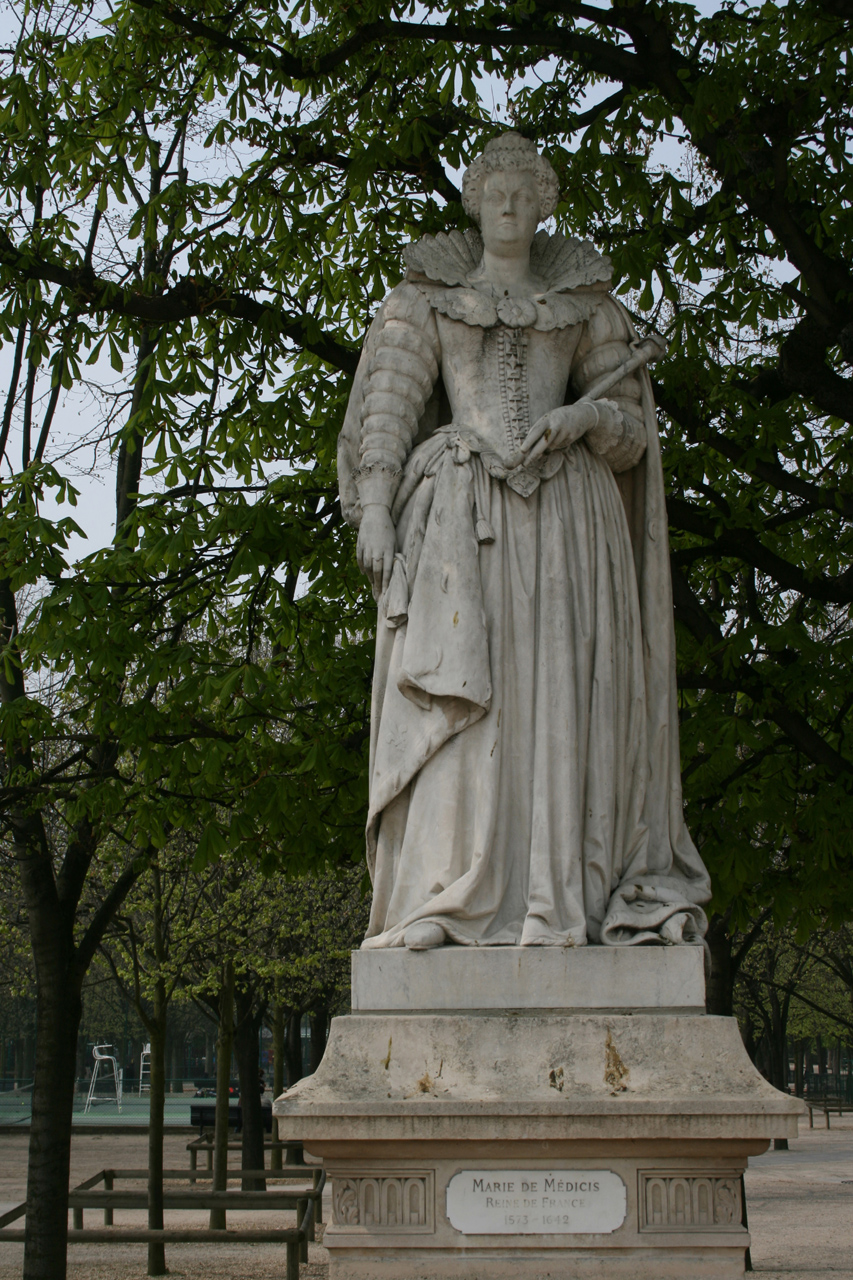
María de Médici
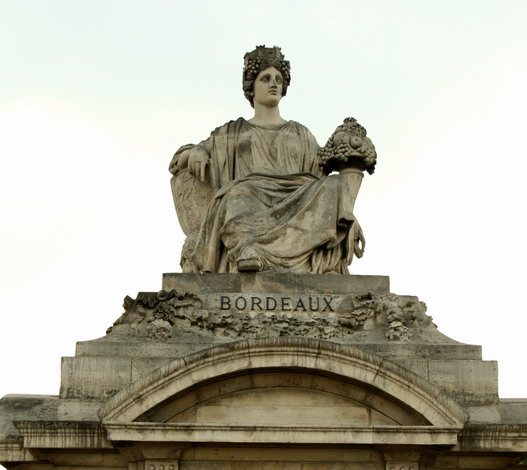
Burdeos
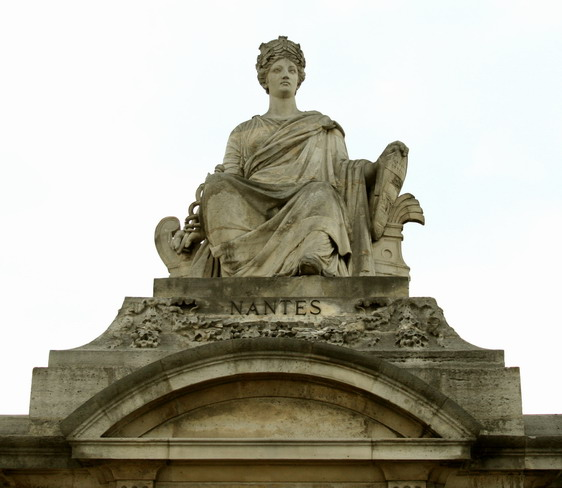
Nantes